# カラフル・パレット
『カラフル・パレット』は、あいざわ遥による日本の漫画作品。集英社の漫画雑誌『Cookie』にて2000年7月号から2005年1月号まで掲載された。その後、同社の『クッキーボックス』2005年春号に主人公の友人である広瀬圭子を主人公にした番外編が掲載されている。
単行本は、同社のりぼんマスコットコミックスから全5巻が刊行された。

## 概要
大学生・阿部真琴の学校生活から化粧品会社就職・研修までを描いた漫画。なお、主人公は真琴だが、番外編以外でも彼女以外の人物が主人公になることがある。

## 登場人物
阿部真琴（あべ まこと）
主人公。メイクとオシャレが大好きな大学生で、卒業後には化粧品会社へ就職した（なお、子供の頃の夢はケーキ屋）。
大学の新歓コンパで渋谷勝と知り合い付き合い始めるが、破局。勝を忘れるために参加した合コンで竹本と知り合い付き合うがDVが元で別れる。その後、再び勝と付き合う。
渋谷勝（しぶや まさる）
真琴と学科は違うが同じ大学の同期生。あだ名はシブカツ。ミステリーサークルに入っており作家志望。真琴がDVに遭った際には別れるよう助言した。
広瀬圭子（ひろせ けいこ）
真琴の友人。大学の同級生だが１年浪人しているので真琴より１つ年上。卒業後は建築デザイン会社に入社。
小学校の時からすでに眼鏡をかけていた。母子家庭で育ったため、小さい頃から料理などを仕込まれた。
当初は同じカフェでバイトしているヒデオと付き合っていたが別れた。
番外編では製菓学校に通う青年と一時的に同居するが、青年が製菓修行のためにフランスへ行ってしまう。
緒崎典子（おざき のりこ）
真琴の友人であり大学のクラスメイト。そこそこお金持ちのお嬢様。大食いの大酒呑み。
成績も容姿も性格も普通である自分に嫌気が差し、彼氏を作るために真琴にメイクをしてもらい合コンに参加しまくっていた。
卒業間際に参加した合コンで優しくてゾッコンな彼氏ができ、卒業後は彼を婿養子に迎えて結婚。
小田ヒデオ（おだ）
圭子の彼氏。バイト先のカフェで知り合った１つ年下のカワイイ系男子。４年生の就活期にギクシャクしてしまい破局する。
竹本（たけもと）
真琴が一時期付き合っていた男性。真面目で優しい性格だが、カッとなると手が出てしまうＤＶ男。
山本（やまもと）
真琴のクラスメイト。真琴に憧れてメイクや服装を真似た挙句に勝にも手を出し、二人が別れる原因となった。その後は小野田と付き合う。
小野田（おのだ）
勝のサークル仲間。メガネをかけた優しく真面目そうな男子学生。山本と付き合う。
渡辺美宇（わたなべ みう）
勝に憧れてミステリーサークルに入った後輩女子。元カレにスッピンを見られた際に振られた過去を忘れられず、素顔に自信が持てないためメイクに執着していたが、同期の池内のおかげで変わってゆく。
池内純一（いけうち じゅんいち）
勝のサークルの後輩。勝に憧れる美宇を見続けており、一途なところを可愛く思っており、後に付き合うようになる。
古賀友絵（こが ともえ）
真琴のクラスメイト。彼氏と別れたばかりで落ち込んでいたが、真琴のパワフルさに感化されて元気を取り戻す。

## 書誌情報
あいざわ遥 『カラフル・パレット』 集英社〈りぼんマスコットコミックス〉
1. 2001年1月発行 ISBN 4-08-856257-7
2. 2001年6月発行 ISBN 4-08-856294-1
3. 2003年8月発行 ISBN 4-08-856487-1
4. 2004年7月発行 ISBN 4-08-856554-1
5. 2005年6月発行 ISBN 4-08-856620-3

単行本4巻には、茶道家の一家の娘である少女が主人公の「花のかたち」、作者のエッセイ漫画である「私のリフレッシュ法」・「千葉房総旅行記」も同時収録されている。